# Acavomonidia
Acavomonas es un protista recientemente descubierto del filo Miozoa. Son organismos biflagelados marinos, de agua dulce y que también pueden encontrarse en el suelo, rápidos nadadores y predadores de otros flagelados más pequeños. Carecen de las estructuras que presentan muchos alveolados, como cono apical, roptrias, cilios, etc. Son muy similares a los relacionados Colponemidia, pero se diferencian de ellos en que estos últimos presentan un surco de alimentación longitudinal. Por su posición basal en los árboles filogenéticos, son de especial interés para establecer las relaciones entre los distintos grupos de alveolados. 